# Vlaknica
Vlaknica (szerbül: Влакница), település Bosznia-Hercegovinában, Srbac községben, Bosanska krajina területén, a Szerb Köztársaságban. 

## Fekvése
Bosznia-Hercegovina északi részén, Banja Lukától légvonalban 51, közúton 60 km-re északkeletre, községközpontjától légvonalban 10, közúton 12 km-re kelet-északkeletre, a Srbac-Derventa főút mentén, 90-650 méteres tengerszint feletti magasságban, a Száva déli partján és a Motajica-hegység északi részén található.

## Népessége
| Nemzetiségi csoport | Népesség 1991 | Népesség 2013 |
| ------------------- | ------------- | ------------- |
| Szerb               | 236           | 134           |
| Bosnyák             | 1             | 1             |
| Horvát              | 0             | 0             |
| Jugoszláv           | 8             | 0             |
| Egyéb               | 2             | 0             |
| Összesen            | 247           | 135           |

## Története
A térség 1878-ig tartozott az Oszmán Birodalomhoz, ekkor a berlini kongresszus határozata alapján az Osztrák-Magyar Monarchia része lett. 1879-ben az első osztrák-magyar népszámlálás során a Prnjavori járáshoz tartozó településnek 47 háztartása és 297 ortodox lakosa volt.1910-ben a Prnjavori járáshoz tartozó településen 27 háztartást, 154 ortodox és 15 római katolikus lakost találtak. A monarchia szétesésével 1918-ban előbb a Szerb-Horvát-Szlovén Királyság, majd 1929-től a Jugoszláv Királyság része. 1921-ben a községnek 45 háztartása és 281 lakosa volt. Az 1929-es törvény értelmében, amikor Bosznia-Hercegovinát négy banovinára, Drinskára, Vrbaskára, Zetskára és Primorskára osztották, a település a Vrbaska banovina része lett, amelynek székhelye Banja Luka volt Jugoszlávia megszállása után a Független Horvát Állam (NDH) része lett. A második világháború után a település a szocialista Jugoszláviához tartozott. A daytoni békeszerződést követő területfelosztásnál a település Srbac község részeként a Szerb Köztársaság területéhez került.

## Nevezetességei
A falu ortodox temploma a főút közelében fekvő temető közepén áll.